# Xã Evergreen, Quận Montcalm, Michigan
Xã Evergreen (tiếng Anh: Evergreen Township) là một xã thuộc quận Montcalm, tiểu bang Michigan, Hoa Kỳ. Năm 2010, dân số của xã này là 2.858 người.